# Cedrelopsis gracilis
Cedrelopsis gracilis är en vinruteväxtart som beskrevs av J.F. Leroy. Cedrelopsis gracilis ingår i släktet Cedrelopsis och familjen vinruteväxter. Inga underarter finns listade i Catalogue of Life.